# 184
Правління Коммода в Римській імперії.
У Китаї править династія Хань, в Індії — Кушанська імперія.

## Події
- Початок повстання жовтих пов'язок у Китаї при династії Східна Хань (тривало до 192 року)

## Померли
- Чжан Цзюе — лідер руху жовтих пов'язок